# Lamtuna
Die Lamtuna waren ein urberberischer Stamm, der in der Westsahara ansässig war (Mauretanien, Marokko und Algerien). Sie gehörten zum Bund von Sanhādscha. Nach einer Abstammungslegende waren die Lamtuna nahe Verwandte der Tuareg.
Arabische Geschichtsschreiber wiesen ihnen eine himyarische Herkunft aus dem Jemen zu, was genealogisch nicht nachgewiesen werden konnte und linguistisch auch nicht zu passen scheint, da sie berbersprachig waren. Die Lamtuna bildeten den Kern der Almoraviden (1046–1147). In den schriftlichen Quellen ständig wiederkehrende Attribute der Lamtuna und der übrigen Sanhadschastämme waren ihre nomadische Lebensweise mit Dromedaren, das Tragen eines Gesichtsschleiers und eine Ernährung auf Milch- und Fleischbasis.
Die Lamtuna zogen mit ihren Herden zwischen Marokko und Senegal durch die Sahara, stets auf der Suche nach grünen Weiden. Sie wurden im 7. Jahrhundert islamisiert und gründeten zusammen mit den Masufa und den Dschudala im 9. Jahrhundert den Bund von Sanhadscha, um die Kontrolle über die Karawanenrouten des Transsaharahandels zu erlangen. Sie erbauten das Karawanenzentrum Aoudaghoust und machten es zur Hauptstadt ihres Bundes. Nach Auflösung des Bundes von Sanhadscha nahmen sie als Almoraviden im 11. Jahrhundert eine missionarische Aufgabe an und verbreiteten den Islam in der ganzen Region.
Nach dem Eindringen der Araber waren die Lamtuna unter ihrem Führer Imam Nasreddine die Letzten der Sanhadscha, die selbst noch im 17. Jahrhundert Widerstand gegen die Arabisierung geleistet hatten.
Die Klasse der Marabouts in Mauretanien sieht sich noch heute als ihre Nachkommen.